# والپولادنیا
والپولادنیا (به لاتین: Walpoladeniya) یک منطقهٔ مسکونی در سری‌لانکا است که در استان مرکزی (سری‌لانکا) واقع شده‌است.